# Calvin Bridges
Calvin Blackman Bridges, född 11 januari 1889, död 27 december 1938, var en amerikansk ärftlighetsforskare.
Bridges blev filosofie doktor 1916 och anställdes vid California Institute of Technology i Pasadena 1928. Han har verksamt bidragit till utformningen av den moderna kromosomteorin för förklaring av ärftlighetsföreteelserna och utgav The mechanism of Mendelian heredity (2:a upplagan 1923), Sexlinked inheritance in Drosophila (1916), The second chromosome group of mutant characters (1919) och The third chromosome group of mutant Characters of Drosophila melanogaster (1923).